# Decetia argentilinearia
Decetia argentilinearia är en fjärilsart som beskrevs av John Henry Leech 1897. Decetia argentilinearia ingår i släktet Decetia och familjen Uraniidae. Inga underarter finns listade i Catalogue of Life.